# Аслум, Брахим
Брахим Аслум (араб. إبراهيم اسلوم‎, фр. Brahim Asloum; род. 31 января 1979, Бургуэн-Жальё) — французский боксёр, Олимпийский чемпион 2000 года.
Снялся в фильме «Жестокий ринг» (2013) в роли Виктора Переса.